# Rafael Martín Vázquez
Rafael Martín Vázquez (Madrid, 1965. szeptember 25. –) spanyol válogatott labdarúgó.

## Pályafutása

### Klubcsapatban
Madridban született. Pályafutását a Real Madrid utánpótlásában kezdte. 1983-ban a Castilla játékosa volt és még abban az évben bemutatkozott az első csapatban is. 1983 és 1990 kötött öt bajnokságot, egy kupát, két szuperkupát, egy ligakupát és két UEFA-kupát nyert a fővárosi csapat színeiben. 1990-ben Olaszországba szerződött az Torino csapatához, ahol két szezont töltött, majd egy kis időre Franciaországba szerződött az Olympique Marseille együtteséhez. 1992-ben hazatért a Real Madridhoz, ahol három évig játszott. 1995 és 1997 között a Deportivo La Coruña csapatát erősítette. Ezt követően Mexikóba szerződött az Atlético Celaya csapatába, de onnan is távozott és végül a német Karlsruher SC-ben fejezte a pályafutását 1998-ban.

### A válogatottban
1987 és 1992 között 38 alkalommal szerepelt a spanyol válogatottban és 1 gólt szerzett. Egy Luxemburg elleni barátságos mérkőzés alkalmával mutatkozott be 1987. szeptember 23-án. Részt vett az 1988-as Európa-bajnokságon és az 1990-es világbajnokságon.

## Sikerei, díjai
Real Madrid
- Spanyol bajnok (6): 1985–86, 1986–87, 1987–88, 1988–89, 1989–90, 1994–95
- Spanyol kupa (2): 1988–89, 1992–93
- Spanyol ligakupa (1): 1985
- Spanyol szuperkupa (3): 1988, 1989, 1993
- UEFA-kupa (1): 1984–85, 1985–86
- Copa Iberoamericana (1): 1994

Torino
- UEFA-kupa döntős (1): 1991–92

Spanyolország
- U21-es Európa-bajnok (1): 1986

## Külső hivatkozások
- Rafael Martín Vázquez adatlapja a National-Football-Teams.com oldalon (angolul)

- Rafael Martín Vázquez (angol, francia, spanyol nyelven). FootballDatabase.eu
- Rafael Martín Vázquez (angol nyelven). eu-football.info
- Rafael Martín Vázquez (angol, katalán, spanyol nyelven). BDFutbol.com
- Rafael Martín Vázquez (német nyelven). kicker.de
- Rafael Martín Vázquez adatlapja a worldfootball.net oldalon (angolul)